# Gabiley
Gabiley (Somali: Gabileh; arabisch غابيلي) – auch Gebilay, Gibileh oder Gebileh geschrieben – ist eine Stadt im Westen der Region Woqooyi Galbeed im Norden Somalias mit nach Berechnungen etwa 18.000 Einwohnern. Schätzungen gehen zum Teil weit über diese Zahl hinaus.
Die Stadt ist Verwaltungssitz im gleichnamigen Distrikt Gabiley des seit Ausbruch des somalischen Bürgerkriegs de facto autonomen Somaliland.

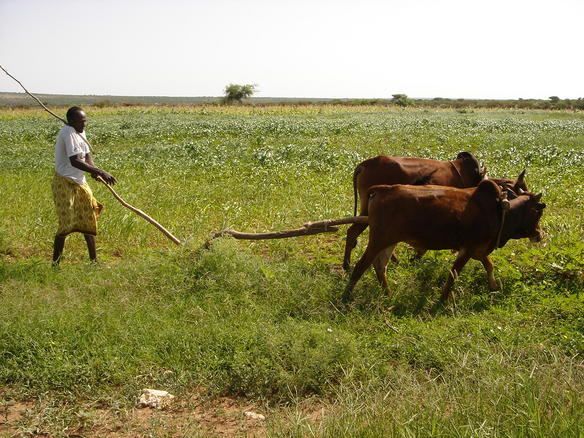
Ackerbau bei Gabiley

Der Ort liegt etwa 54 km westlich von Hargeysa in einem vergleichsweise fruchtbaren Gebiet, das als Dhul-beereed oder auch als Brotkorb von Somaliland bezeichnet wird. Die Landwirtschaft in Gabiley gilt als zweite große Einnahmequelle der Verwaltung Somalilands nach dem Hafen von Berbera. Der Nahrungsmittelbedarf ist jedoch weit größer, als die Region produzieren kann.
Nach Angaben aus Somaliland wird neben Getreide (Mais, Weizen und Gerste) auch Gemüse, wie Bohnen, Erbsen, Kartoffeln, Tomaten, Zwiebeln, Knoblauch und Kohl angebaut. Einige der geschätzt 1500 künstlich bewässerten Farmen in der Region produzieren sogar Orangen, Papaya und Wassermelonen.
Im Unterschied zu den meisten anderen Regionen Somalias lebt die Bevölkerung hier nicht nur auf die Hauptstadt als Ballungszentrum konzentriert, sondern über zahlreiche Orte und Kleinstädte verteilt, die teilweise schon über 150 Jahre bestehen.
Seit 2010 verfügt Gabliey über ein Krankenhaus und auch eine Universität, die Tima-ade University.